# Vestas
Vestas Wind Systems (burzovní kód VWS.CO) je dánská akciová společnost. Je největším výrobcem větrných turbín na světě a ovládá okolo 16 % trhu. Má pobočky ve 26 zemích a 29 000 zaměstnanců, vykazuje celková aktiva ve výši 19,7 miliardy eur. Sídlí v Aarhusu.
Předchůdcem firmy bylo kovářství rodiny Hansenových ve vesnici Lem, jehož existence je zdokumentována od roku 1898. V roce 1945 založil Peder Hansen továrnu Vestjysk Stålteknik A/S (Západojutská ocelová technika, a. s.), zkráceně Vestas. Vyráběla mezichladiče pro lodě, zemědělskou techniku a stavební jeřáby, roku 1979 začala s produkcí větrných turbín, které se o deset let později staly jejím jediným artiklem. V roce 2004 byla sloučena s firmou NEG Micon. V době Velké recese se firma dostala do hospodářských potíží a roku 2010 propustila tři tisíce zaměstnanců, od roku 2013 však opět roste. V roce 2016 uvedla na trh model Vestas V164, který je největší větrnou turbínou na světě.
V čele firmy stojí od roku 2019 jako chief executive officer Henrik Andersen. Za svoji existenci nainstaloval Vestas v osmdesáti zemích světa 66 000 větrných turbín.